# Low Cave Sounds
Low Cave Sounds ist ein seit 2015 aktives Solo-Musikprojekt dessen Stil dem Dark Ambient und Drone Doom zugerechnet wird.

## Geschichte
Low Cave Sounds ist ein experimentelles Nebenprojekt des Abysmal-Growls-of-Despair-Gründers Hangsvart. Das Projekt debütierte 2015 mit dem Doppelalbum Voices in the Ground über Frozen Light Records. Die kreative Gestaltung des Begleitmaterials wurde von dem Fantasy-Künstler und Illustrator Adrian Smith übernommen. Das Album wurde als „die dunkelste Inkarnation Hangsvarts“ sowie „klaustrophobisch“ beworben, und als schwer zugängliches aber dennoch lohnendes Produkt in der Rezeption bewertet. Nach der Veröffentlichung des Debüts blieben weitere Arbeiten mit Low Cave Sounds vorerst aus.

## Stil
Hangsvart beschreibt die Musik als „Drone Ambient“. Als Instrumentierung nutzt er hauptsächlich eine Shrutibox. Sporadisches Growling ergänzt den überwiegend auf Bodrum reduzierten Klang. Assoziiert wird die Musik mit Drone Doom, Noise, Industrial und Dark Ambient.

„And that’s somewhat the setting for most excerpts of this experience: a composition of minimalistically executed low fidelity Industrial / Noise / Drone with some harsher sequences and field recordings, and hints of Lovecraftian obscurity and occult-ritual mysticism.“

„Und das ist in etwas, wie sich der Großteil dieser Erfahrung gestaltet: eine Komposition aus minimalistisch ausgeführtem Low-Fi-Industrial/Noise/Drone mit einigen härteren Sequenzen und Field Recording sowie Hinweisen auf Lovecrafts Dunkelheit und eine okkult-rituelle Mystik.“

## Diskografie
- 2015: Voices in the Ground (Album, Frozen Light Records)